# Matilde Mastrangi
Matilde Raspa Mastrangi (São Paulo, 18 de març de 1953) és una actriu brasilera.

## Carrera
Mastrangi era originalment un fotomodel que també posava per a la revista Sétimo Céu. El 1971, la cantant Wanderley Cardoso la va organitzar per treballar com a ballarina al programa de televisió de Silvio Santos.
Mastrangi va debutar com a actor el 1974 amb As Cangaceiras Eróticas, una comèdia eròtica de Roberto Mauro. Va continuar la seva carrer d'actiu amb pel·lícules com Bacalhau (1976). Es va convertir en una figura popular de pornochanchadas i durant aquests anys va ser considerada com una de les actrius més importants del gènere juntament amb Helena Ramos i Aldine Müller.
Després de la popularitat de la pornochanchada, va passar a altres gèneres, incloses totes les pel·lícules dirigides per Guilherme de Almeida Prado com Perfume de Gardênia. Va posar per al número de febrer de 1984 de Playboy Brasil.

## Vida personal
Mastrangi està casada amb l'actor Oscar Magrini, que va conèixer durant el rodatge d'Uma Ilha Para Três, el 1980. La parella té una filla anomenada Isabella (1991) i viu a Atibaia.

## Filmografia
- 1974 - As Cangaceiras Eróticas
- 1975 - Bacalhau
- 1975 - Cada um dá o que tem (Episodi: "Uma grande vocação")
- 1976 - Incesto
- 1976 - Já não se faz amor como antigamente
- 1977 - Emanuelle Tropical
- 1980 - A Noite das Taras
- 1980 - As Intimidades de Analu e Fernanda
- 1980 - Orgia das Taras... Jandira[6]
- 1980 - Palácio de Vênus
- 1980 - Sócias do Prazer
- 1981 - A Cafetina de Meninas Virgens
- 1981 - A Cobiça do Sexo
- 1981 - As Taras de Todos Nós
- 1981 - Em Busca do Orgasmo
- 1981 - Pornô!
- 1981 - Volúpia ao Prazer
- 1982 - A Noite das Taras II
- 1982 - Amor estranho amor
- 1982 - Pecado Horizontal
- 1983 - Corpo e Alma de Mulher
- 1983 - Flor do Desejo
- 1983 - Tudo na Cama
- 1984 - Caçadas Eróticas
- 1984 - Como Salvar Meu Casamento (S.O.S. Sex-Shop)
- 1984 - Erótica, a Fêmea Sensual
- 1987 - A dama do Cine Shanghai
- 1992 - Perfume de Gardênia
- 1997 - Glaura
- 1998 - A Hora Mágica
- 2007 - Quem Comeu o Raspa?

Televisió
- 1989 - Cortina de Vidro - Emanuele
- 1984 - Vereda Tropical - Marilinda